# (2427) Kobzar
(2427) Kobzar ist ein Asteroid des Hauptgürtels mit einem mittleren Durchmesser von knapp 8 km. Er umkreist bei einem mittleren Abstand von 2,74 AE in etwa 4,5 Jahren die Sonne.
Der Asteroid gehört zur Merxia-Familie, einer Gruppe von Asteroiden, die nach (808) Merxia benannt wurde.

## Entdeckung und Namensgebung
Der Himmelskörper wurde am 20. Dezember 1976 von dem sowjetischen Astronom N. S. Tschernych an der Zweigstelle des Krim-Observatoriums in Nautschnyj, Ukrainische SSR (IAU-Code 095) entdeckt und erhielt zu Ehren des Großen Kobsar, eine Bezeichnung für den ukrainischen Nationaldichter Taras Schewtschenko, den Namen Kobzar.